# Pierre-Antoine de La Place
Pierre-Antoine de La Place (* 1. März 1707 in Calais; † 14. Mai 1793 in Paris) war ein französischer Schriftsteller und Übersetzer.

## Leben und Wirken
Pierre-Antoine de La Place besuchte das englischsprachige Jesuitenkolleg in Saint-Omer. Die Theaterbegeisterung der Jesuiten motivierte ihn zur ersten französischen Übersetzung der Dramen Shakespeares.  Da jedoch Shakespeare, gemessen an den Regeln des französischen Theaters, als „faszinierender Barbar“  galt, sind La Places Texte eher Adaptationen (mit Resümees und Alexandrinern) als treue Übersetzungen. Daneben übersetzte La Place englische Prosa (so Henry Fielding und Aphra Behn) und schrieb eigene Theaterstücke und Romane. Von 1760 bis 1768 war er Herausgeber des Mercure de France.

## Werke (Auswahl)
- Le Théâtre anglais. 8 Bde. Pissot, London und Paris 1746–1749.
- (Übersetzer) Aphra Behn: Oronoko, l’esclave royal. Hrsg. Bernard Dhuicq. Éditions la Bibliothèque, Paris 2008. (Nachwort von Françoise Vergès) (zuerst 1745)
- (Übersetzer) Henri Fielding: Histoire de Tom Jones ou L’enfant trouvé.  Hrsg. Édouard Langille. Classiques Garnier, Paris 2013. (zuerst 1750)